# Julius Cäsar von Strassoldo

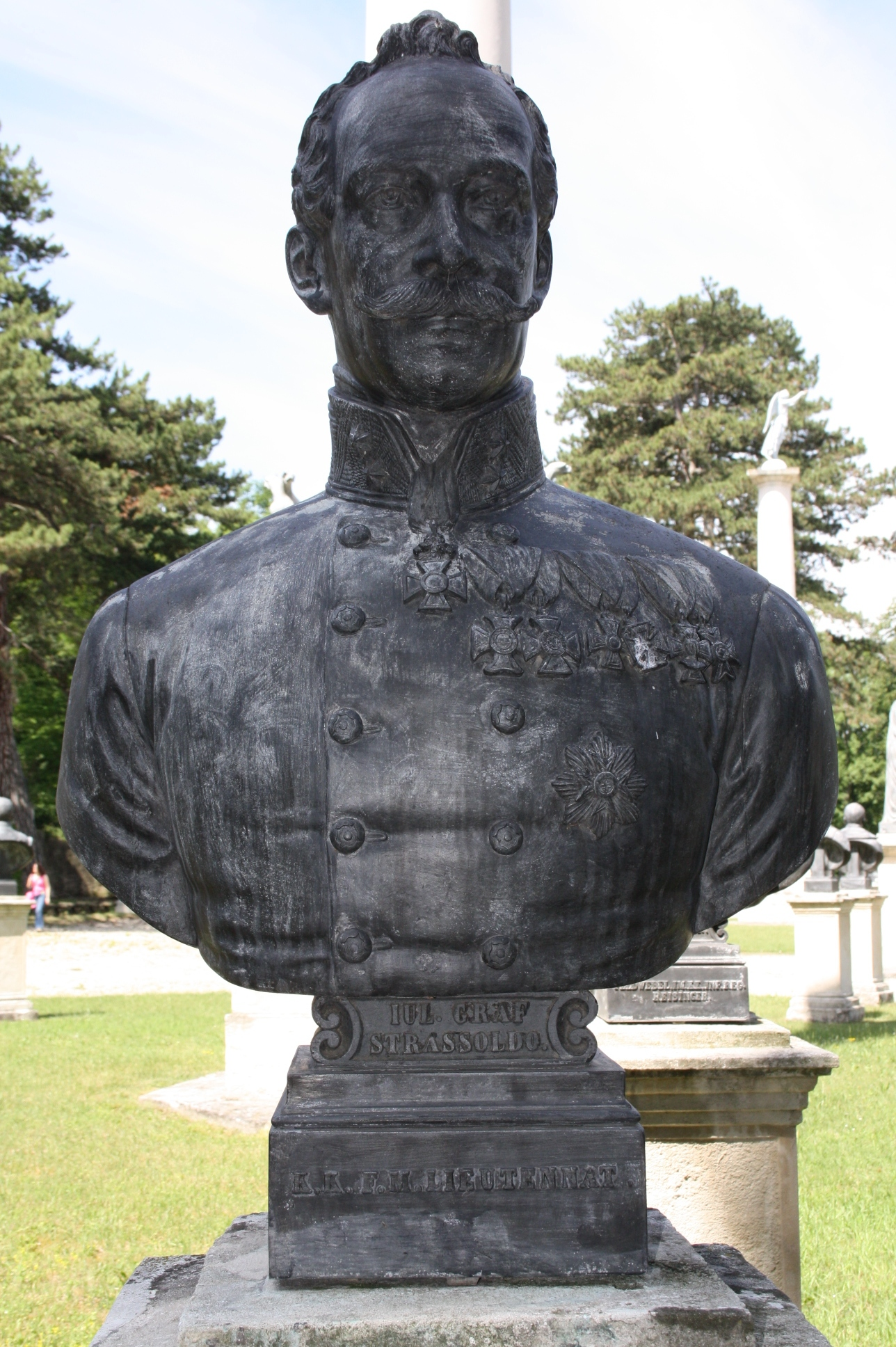
Julius Cäsar von Strassoldo Büste Heldenberg

Julius Cäsar Graf von Strassoldo-Graffemberg (* 1791 in Görz; † 20. September 1855 in Palmanova) war ein kaiserlich-österreichischer Feldmarschallleutnant. Strassoldo ist ein Ort bei Cervignano in Norditalien, der bis 1918 im politischen Bezirk Monfalcone Teil des kaiserlichen Österreich war.

## Leben

### Herkunft
Er entstammte der ersten Linie des Hauses Strassoldo-Graffemberg und war ein Sohn des Grafen Leopold Graf Strassoldo (* 9. August 1739; † 17. August 1809) und der Franziska Xaveria, geborene Auersperg (* 9. Oktober 1759; † 24. November 1811). Sein Bruder war Michael von Strassoldo-Graffemberg (* 1798; † 1873), k.k. Wirklicher Geheimer Rat und Ehrenbürger von Graz. Seine Schwester Franziska (* 3. Jänner 1781; † 12. Jänner 1854) vermählte sich am 5. April 1798 mit Feldmarschall Radetzky, der ein enger Freund der Familie wurde.

### Frühe militärische Laufbahn
Er trat 1808 als Kadett in das Infanterieregiment Hoch- und Deutschmeister Nr. 4 ein und wurde nach Kriegsausbruch im Februar 1809 als Fähnrich beim 5. Jägerbataillon eingesetzt. Am 22. April 1809 wurde er bei Regensburg (22. April 1809) verwundet. Während des Feldzuges 1812 rückte Strassoldo mit dem 5. Jägerbataillon im Rahmen des österreichischen Auxiliarkorps unter General der Kavallerie Fürst Schwarzenberg in Wolhynien ein und nahm an der Schlacht von Gorodetschno (12. August) teil.
Im August 1813 wurde er zum Hauptmann befördert, wohnte der Schlacht von Leipzig bei und war mit dem 5. Jägerbataillon Teil der Zernierung von Dresden. Beim Feldzug von 1814 kämpfte er zunächst bei der leichten Division des FML Bubna, später bei der Brigade Scheither im Rahmen der Division des FML Lederer. Am 11. März 1814 wurde er im Gefecht bei Mâcon verwundet. Im Feldzug von 1815 zum 3. Jägerbataillon versetzt, kämpfte er in der Brigade des Generals Paumgartten, die wiederum Teil des Reservekorps unter Erzherzog Ferdinand d’Este war.
Beim Aufstand in Neapel von 1821 stand Hauptmann Strassoldo bei der Interventionsarmee unter Frimont, er zeichnete sich im Verband der Division des FML Bianchi aus und erhielt den bourbonischen Orden San Giorgio della Riunione.
Am 27. Mai 1833 wurde er Major im Kaiserjägerregiment und am 26. März 1836 zum Oberstleutnant befördert. Am 2. Juli 1838 wurde er Oberst und Kommandant des Infanterieregiments Nr. 26. Im Jahr 1841 erhielt er das Kommando über das 10. Jägerbataillon und wurde am 27. März 1846 zum Generalmajor (mit Rang vom 6. April) befördert. Darauf wurde er beim in Italien stationierten I. Armeekorps zum Brigadeführer ernannt.

### Im Italienfeldzug von 1848/49
Bis zum Revolutionsjahr 1848 war er Kommandeur der Festungsbrigade in Verona.
Am 9. April 1848 trat seine Brigade (10. Jägerbataillon und Infanterieregiment Nr. 17) der piemontesischen Vorhut bei Monzambano entgegen, musste das gegenüberliegende Ufer des Mincio verlassen und sich mit 2300 Mann auf die Höhen von Prentina und das Rideau vor St. Lucia zurückziehen. Am 6. Mai wurde er am Beginn der Schlacht von Santa Lucia von einer fünffachen Übermacht unter Führung des Königs von Sardinien angegriffen. Drei volle Stunden hielt seine Brigade in St. Lucia stand, bis ein Flankenangriff der Brigade unter Clam-Gallas die Niederlage des Feindes herbeiführte. Am 29. Mai kämpften seine Truppen während des Gefechtes bei Curtatone bei Montanara und rückten am folgenden Tag über die Straße von Gazzoldo nach Goito vor, wo sie sich zurückziehen mussten. Am 23. Juli griff seine Brigade aus der Reserve zur Unterstützung der schwer bedrängten Brigaden Suplikatz und Wohlgemuth in die Schlacht bei Sommacampagna ein.
Nach dem Sieg bei Custozza zeichnete sich Strassoldo bei den Vormarschgefechten gegen Mailand hervorragend aus. Am 4. August erreichte seine Brigade Casa Rogaredo, stürmte Gambaloita und stellte die Verbindung mit dem II. Armeekorps her. Er erhielt dafür das Kommandeurkreuz des Leopold-Ordens.

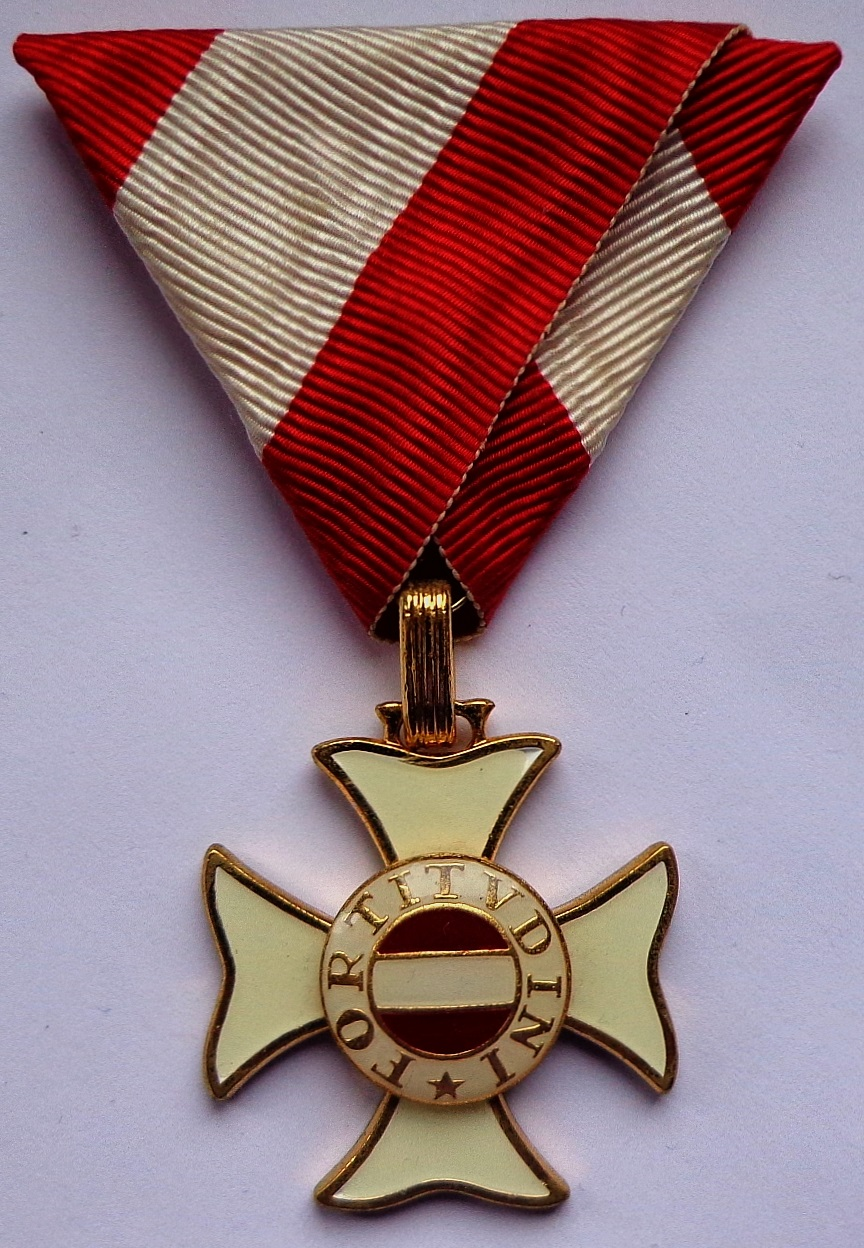
Ritterkreuz des Militär-Maria-Theresien-Ordens

Bei der Wiedereröffnung des Krieges im folgenden Jahr, 1849, führte Generalmajor Graf Strassoldo am 21. März die Avantgarde, welche sich im Rahmen des I. Korps bei den Kämpfen von San Siro und Gambolo auszeichnete. Danach rückten seine Truppen nach Mortara vor, wo die Brigade Strassoldo bei Borgo St. Siro auf den Gegner traf.
Am 9. April 1849 wurde er von Kaiser Franz Joseph I. zum Feldmarschall-Leutnant befördert und zum Inhaber des Infanterieregiments Nr. 61 ernannt. Am 29. Juli 1849 wurde ihm das Ritterkreuz des Maria-Theresien-Ordens zuerkannt.
Zuletzt Divisionskommandant in Mailand, trat er am 3. Juni 1853 nach 45 Dienstjahren in den Ruhestand. Er zog sich auf das Familienschloss Strassoldo im damals österreichischen Friaul zurück. Im September 1855 fiel er der in Palmanova aufgetretenen Cholera zum Opfer.